# Большая Пучкома
Большая Пучкома (коми Путшкымдін) — село в Удорском районе Республики Коми РФ, административный центр сельского поселения Большая Пучкома.

## География
Расположено на левом берегу реки Вашка у устья реки Пучкома на расстоянии примерно в 119 км по прямой на северо-запад от районного центра села Кослан.

## История
Известно с 1608 года как деревня Усть-Пучкома с 4 дворами, в 1646 году здесь уже 10 жилых дворов, в 1859 29 дворов и 220 жителей, в 1918 69 и 436, в 1926 71 и 328, в 1970 390 жителей, в 1989 359. В XIX веке была часовня.

## Население
Постоянное население составляло 262 человек (коми 96 %) в 2002 году, 153 в 2010.